# Liste des cours d'eau de la Savoie

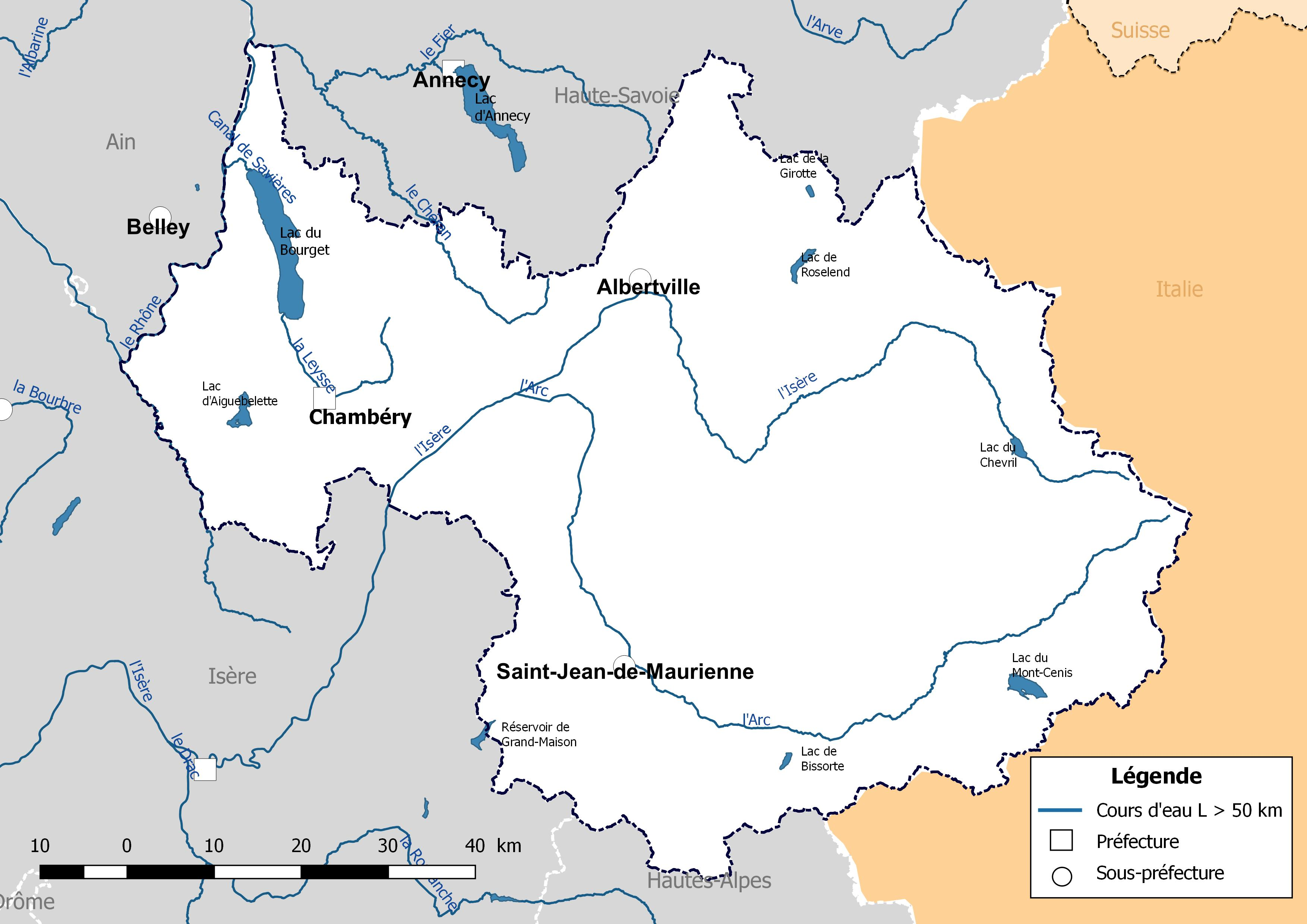
Carte des cours d'eau de longueur supérieure à 50 km de la Savoie.

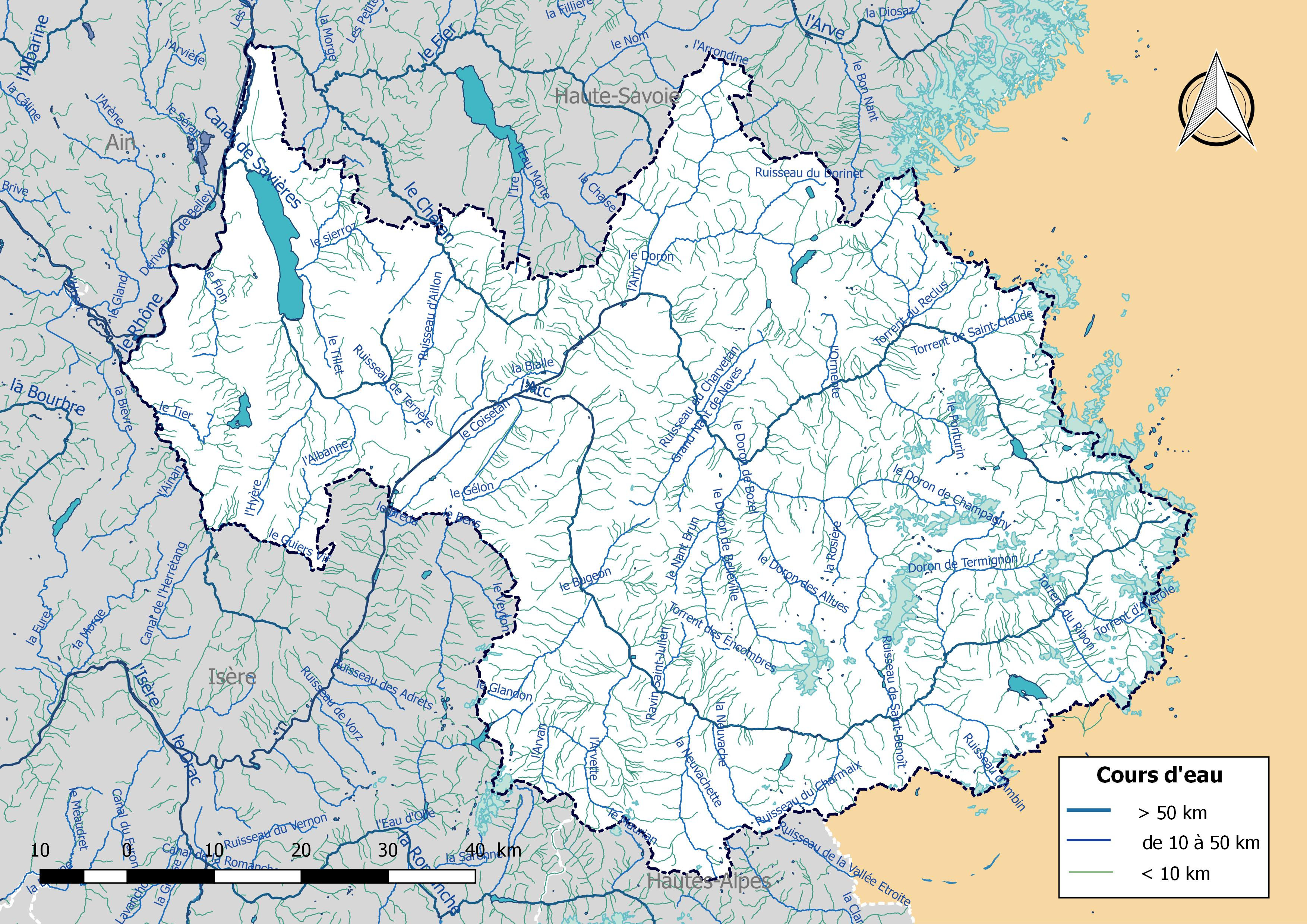
Carte de l'ensemble du réseau hydrographique de la Savoie.

La liste des cours d'eau de la Savoie présente les principaux cours d'eau traversant pour tout ou partie le territoire du département français de la Savoie dans la région Auvergne-Rhône-Alpes. Plus de 1 400 cours d'eau sont recensés en 2014 dans le référentiel national BD Carthage sur le territoire départemental, dont 64 cours d'eau naturels et deux canaux de longueur supérieure à 10 km.
Les cours d'eau sont ordonnés selon leur origine naturelle (fleuve, rivières ou ruisseaux) ou artificielle (canaux). Pour chacun d'entre eux sont précisés : sa longueur totale, le cours d'eau dans lequel il se jette (confluence), le bassin collecteur auquel il appartient, le nombre de départements et de communes traversés et le nom des communes qu'il irrigue dans le département de la Savoie.

## Cours d'eau naturels

### Définition
Jusqu'en 2016, aucun texte législatif ne définissait la notion de cours d’eau. Ce n'est qu'avec la loi du 8 août 2016 pour la reconquête de la biodiversité, de la nature et des paysages que cette lacune est comblée. L'article 118 de cette loi insère un nouvel article L. 215-7-1 dans le code de l'environnement précisant que « constitue un cours d'eau un écoulement d'eaux courantes dans un lit naturel à l'origine, alimenté par une source et présentant un débit suffisant la majeure partie de l'année. L'écoulement peut ne pas être permanent compte tenu des conditions hydrologiques et géologiques locales. ». Ainsi les trois critères cumulatifs caractérisant un cours d'eau sont :
- la présence et la permanence d’un lit naturel à l’origine, ce qui distingue les cours d’eau (artificialisés ou non) des fossés et canaux creusés par la main de l’homme ;
- l’alimentation par une source ;
- la permanence d’un débit suffisant une majeure partie de l’année, critère qui doit être évalué en fonction des conditions climatiques et hydrologiques locales.

### Cours d'eau permanents de longueur supérieure ou égale à 10 km
La base de données Carthage est le référentiel du réseau hydrographique français. Cette base est réalisée à partir de la couche hydrographie de la base de données Carto enrichie par le ministère chargé de l'environnement et les agences de l'eau avec le découpage du territoire en zones hydrographiques d'une part et la codification de ces zones et du réseau hydrographique d'autre part. De cette base, il ressort que le réseau hydrographique de la Savoie comprend 64 cours d'eau permanents de longueur supérieure à 10 km et dont le cours est en partie ou en totalité dans le département de la Savoie.
Le référentiel national hiérarchise le réseau en 7 classes selon l'importance décroissante des cours d'eau. Le tableau ci-après regroupe tous les cours d'eau irriguant pour tout ou partie du département et appartenant à l'une des classes 1 à 4 et de longueur supérieure à 10 km.
| Nom du cours d'eau         | Longueur totale (en km) | Confluence             | Bassin collecteur | Source                      | Point de confluence         | Départements irrigués                         | Communes irriguées | Communes irriguées | Communes irriguées |
| Nom du cours d'eau         | Longueur totale (en km) | Confluence             | Bassin collecteur | Source                      | Point de confluence         | Départements irrigués                         | Nb total           | Nb ds le dép.      | Communes du département |
| -------------------------- | ----------------------- | ---------------------- | ----------------- | --------------------------- | --------------------------- | --------------------------------------------- | ------------------ | ------------------ | --- |
| Albanne                    | 13                      | la Leysse              | le Rhône          | 45° 29′ 58″ N, 5° 53′ 55″ E | 45° 34′ 02″ N, 5° 55′ 55″ E | 1 (73)                                        | 6                  | 6                  | Apremont, Barberaz, Chambéry, Myans, La Ravoire, Saint-Baldoph. |
| Arc                        | 127,5                   | l'Isère                | le Rhône          | 45° 24′ 20″ N, 7° 09′ 12″ E | 45° 33′ 48″ N, 6° 12′ 05″ E | 1 (73)                                        | 39                 | 39                 | Aiguebelle, Aiton, Argentine, Aussois, Avrieux, Bessans, Bonneval-sur-Arc, Bourgneuf, La Chambre, Chamousset, La Chapelle, Les Chavannes-en-Maurienne, Épierre, Fourneaux, Hermillon, Modane, Montricher-Albanne, Montsapey, Orelle, Pontamafrey-Montpascal, Randens, Saint-Alban-d'Hurtières, Saint-André, Saint-Avre, Saint-Étienne-de-Cuines, Saint-Georges-d'Hurtières, Saint-Jean-de-Maurienne, Saint-Julien-Mont-Denis, Saint-Léger, Sainte-Marie-de-Cuines, Saint-Martin-d'Arc, Saint-Martin-de-la-Porte, Saint-Michel-de-Maurienne, Saint-Pierre-de-Belleville, Saint-Rémy-de-Maurienne, Val-Cenis, Valloire, Villargondran, Villarodin-Bourget.                        |
| Arly                       | 34,5                    | l'Isère                | le Rhône          | 45° 51′ 15″ N, 6° 36′ 29″ E | 45° 39′ 42″ N, 6° 23′ 25″ E | 2 (73, 74)                                    | 14                 | 12                 | Albertville, Césarches, Cohennoz, Crest-Voland, Flumet, Grignon, Marthod, Notre-Dame-de-Bellecombe, Pallud, Saint-Nicolas-la-Chapelle, Thénésol, Ugine. |
| Arrondine                  | 13,2                    | l'Arly                 | le Rhône          | 45° 54′ 10″ N, 6° 30′ 50″ E | 45° 48′ 51″ N, 6° 30′ 35″ E | 2 (73, 74)                                    | 4                  | 3                  | Flumet, La Giettaz, Saint-Nicolas-la-Chapelle. |
| Arvan                      | 29,9                    | l'Arc                  | le Rhône          | 45° 09′ 03″ N, 6° 14′ 51″ E | 45° 16′ 48″ N, 6° 21′ 27″ E | 1 (73)                                        | 6                  | 6                  | Albiez-Montrond, Fontcouverte-la-Toussuire, Hermillon, Saint-Jean-d'Arves, Saint-Jean-de-Maurienne, Saint-Sorlin-d'Arves. |
| Arvette                    | 10,8                    | l'Isère                | le Rhône          | 45° 07′ 38″ N, 6° 19′ 59″ E | 45° 11′ 31″ N, 6° 17′ 17″ E | 1 (73)                                        | 1                  | 1                  | Saint-Jean-d'Arves. |
| Bens                       | 14,4                    | le Bréda               | le Rhône          | 45° 21′ 42″ N, 6° 10′ 57″ E | 45° 25′ 56″ N, 6° 05′ 41″ E | 2 (38, 73)                                    | 3                  | 2                  | Arvillard, Détrier. |
| Bialle                     | 10,8                    | l'Isère                | le Rhône          | 45° 35′ 16″ N, 6° 16′ 17″ E | 45° 33′ 21″ N, 6° 10′ 33″ E | 1 (73)                                        | 7                  | 7                  | Aiton, Chamousset, Châteauneuf, Fréterive, Grésy-sur-Isère, Montailleur, Saint-Pierre-d'Albigny. |
| Bréda                      | 32                      | l'Isère                | le Rhône          | 45° 15′ 48″ N, 6° 04′ 49″ E | 45° 26′ 29″ N, 6° 00′ 15″ E | 2 (38, 73)                                    | 10                 | 3                  | La Chapelle-Blanche, Détrier, Laissaud. |
| Bugeon                     | 12,7                    | l'Arc                  | le Rhône          | 45° 25′ 47″ N, 6° 23′ 26″ E | 45° 21′ 37″ N, 6° 17′ 11″ E | 1 (73)                                        | 5                  | 5                  | La Chambre, Notre-Dame-du-Cruet, Saint-Étienne-de-Cuines, Saint François Longchamp, Saint-Martin-sur-la-Chambre. |
| Chaise                     | 23,7                    | l'Arly                 | le Rhône          | 45° 49′ 18″ N, 6° 24′ 18″ E | 45° 44′ 16″ N, 6° 25′ 26″ E | 2 (73, 74)                                    | 5                  | 1                  | Ugine. |
| Chéran                     | 53,7                    | le Fier                | le Rhône          | 45° 40′ 49″ N, 6° 15′ 27″ E | 45° 53′ 11″ N, 5° 56′ 00″ E | 2 (73, 74)                                    | 22                 | 10                 | Arith, Bellecombe-en-Bauges, Le Châtelard, Cléry, La Compôte, École, Jarsy, Lescheraines, La Motte-en-Bauges, Verrens-Arvey. |
| Cozon                      | 11                      | le Guiers Vif          | le Rhône          | 45° 29′ 44″ N, 5° 53′ 07″ E | 45° 25′ 03″ N, 5° 51′ 15″ E | 1 (73)                                        | 2                  | 2                  | Entremont-le-Vieux, Saint-Pierre-d'Entremont. |
| Deysse                     | 16,1                    | le Sierroz             | le Rhône          | 45° 48′ 20″ N, 5° 59′ 28″ E | 45° 43′ 22″ N, 5° 55′ 16″ E | 2 (73, 74)                                    | 5                  | 3                  | Entrelacs, La Biolle, Grésy-sur-Aix. |
| Doron ou Doron de Beaufort | 24,7                    | l'Arly                 | le Rhône          | 45° 40′ 51″ N, 6° 37′ 19″ E | 45° 41′ 37″ N, 6° 24′ 08″ E | 1 (73)                                        | 6                  | 6                  | Beaufort, Césarches, Pallud, Queige, Venthon, Villard-sur-Doron. |
| Doron de Belleville        | 28,6                    | le Doron de Bozel      | le Rhône          | 45° 17′ 42″ N, 6° 36′ 49″ E | 45° 27′ 58″ N, 6° 31′ 36″ E | 1 (73)                                        | 3                  | 3                  | Saint-Jean-de-Belleville, Les Belleville, Salins-Fontaine. |
| Doron de Bozel             | 38,6                    | l'Isère                | le Rhône          | 45° 16′ 58″ N, 6° 40′ 21″ E | 45° 29′ 14″ N, 6° 31′ 22″ E | 1 (73)                                        | 8                  | 8                  | Bozel, Brides-les-Bains, Montagny, Moûtiers, Planay, Pralognan-la-Vanoise, Courchevel, Salins-Fontaine. |
| Doron de Champagny         | 15,9                    | le Doron de Bozel      | le Rhône          | 45° 25′ 21″ N, 6° 50′ 23″ E | 45° 26′ 32″ N, 6° 40′ 56″ E | 1 (73)                                        | 2                  | 2                  | Champagny-en-Vanoise, Planay. |
| Doron de Termignon         | 22,9                    | l'Arc                  | le Rhône          | 45° 22′ 40″ N, 6° 57′ 52″ E | 45° 16′ 35″ N, 6° 48′ 52″ E | 1 (73)                                        | 1                  | 1                  | Val-Cenis. |
| Doron des Allues           | 20,9                    | le Doron de Bozel      | le Rhône          | 45° 18′ 45″ N, 6° 37′ 17″ E | 45° 27′ 10″ N, 6° 34′ 08″ E | 1 (73)                                        | 3                  | 3                  | Les Allues, Brides-les-Bains, Courchevel. |
| Eau d'Olle                 | 28,9                    | la Romanche            | le Rhône          | 45° 14′ 38″ N, 6° 12′ 31″ E | 45° 07′ 12″ N, 6° 00′ 20″ E | 2 (38, 73)                                    | 6                  | 2                  | Saint-Colomban-des-Villards, Saint-Sorlin-d'Arves. |
| Flon                       | 14,9                    | le Rhône               | le Rhône          | 45° 36′ 55″ N, 5° 43′ 46″ E | 45° 42′ 24″ N, 5° 45′ 09″ E | 2 (1, 73)                                     | 8                  | 7                  | La Chapelle-Saint-Martin, Gerbaix, Marcieux, Meyrieux-Trouet, Saint-Paul, Saint-Pierre-d'Alvey, Traize. |
| Gélon                      | 31,3                    | l'Isère                | le Rhône          | 45° 30′ 53″ N, 6° 15′ 43″ E | 45° 33′ 13″ N, 6° 10′ 11″ E | 1 (73)                                        | 15                 | 15                 | Bourget-en-Huile, Bourgneuf, Chamousset, Chamoux-sur-Gelon, Châteauneuf, La Croix-de-la-Rochette, Étable, Montendry, Le Pontet, Presle, La Rochette, La Table, Le Verneil, Villard-Léger, Villard-Sallet. |
| Glandon                    | 20,4                    | l'Arc                  | le Rhône          | 45° 15′ 27″ N, 6° 08′ 41″ E | 45° 21′ 04″ N, 6° 18′ 14″ E | 1 (73)                                        | 5                  | 5                  | Saint-Alban-des-Villards, Saint-Avre, Saint-Colomban-des-Villards, Saint-Étienne-de-Cuines, Sainte-Marie-de-Cuines. |
| Grand Nant de Naves        | 10,7                    | l'Isère                | le Rhône          | 45° 35′ 21″ N, 6° 33′ 26″ E | 45° 31′ 19″ N, 6° 28′ 56″ E | 1 (73)                                        | 1                  | 1                  | La Léchère. |
| Guiers                     | 50                      | le Rhône               | le Rhône          | 45° 19′ 34″ N, 5° 51′ 27″ E | 45° 36′ 55″ N, 5° 37′ 21″ E | 2 (38, 73)                                    | 17                 | 7                  | Belmont-Tramonet, Domessin, Les Échelles, Le Pont-de-Beauvoisin, Saint-Béron, Saint-Franc, Saint-Genix-sur-Guiers. |
| Guiers Vif                 | 16,9                    | le Guiers              | le Rhône          | 45° 23′ 26″ N, 5° 53′ 29″ E | 45° 26′ 12″ N, 5° 44′ 24″ E | 2 (38, 73)                                    | 7                  | 4                  | Corbel, Les Échelles, Saint-Christophe, Saint-Pierre-d'Entremont. |
| Hyère                      | 18,9                    | la Leysse              | le Rhône          | 45° 27′ 00″ N, 5° 48′ 58″ E | 45° 35′ 03″ N, 5° 54′ 23″ E | 1 (73)                                        | 7                  | 7                  | Chambéry, Cognin, Corbel, Saint-Cassin, Saint-Jean-de-Couz, Saint-Thibaud-de-Couz, Vimines. |
| Ire                        | 12,9                    | lac d'Annecy           | le Rhône          | 45° 41′ 21″ N, 6° 12′ 34″ E | 45° 47′ 38″ N, 6° 13′ 18″ E | 2 (73, 74)                                    | 3                  | 1                  | Jarsy. |
| Isère                      | 286                     | le Rhône               | le Rhône          | 45° 26′ 45″ N, 7° 05′ 47″ E | 44° 58′ 56″ N, 4° 51′ 08″ E | 3 (26, 38, 73)                                | 109                | 47                 | Aigueblanche, Aime-la-Plagne, Aiton, Albertville, Arbin, La Bâthie, Le Bois, Bonneval, Bourg-Saint-Maurice, Cevins, Chamousset, Châteauneuf, La Chavanne, Coise-Saint-Jean-Pied-Gauthier, Cruet, Esserts-Blay, Feissons-sur-Isère, Francin, Frontenex, Gilly-sur-Isère, Grignon, Laissaud, Landry, La Plagne Tarentaise, Les Marches, Montailleur, Montmélian, Montvalezan, Moûtiers, La Léchère, Notre-Dame-du-Pré, Planaise, Rognaix, Sainte-Foy-Tarentaise, Sainte-Hélène-du-Lac, Sainte-Hélène-sur-Isère, Saint-Jean-de-la-Porte, Saint-Marcel, Saint-Paul-sur-Isère, Saint-Pierre-d'Albigny, Saint-Vital, Séez, Tignes, Tournon, Tours-en-Savoie, Val-d'Isère, Villaroger. |
| Leysse                     | 28,5                    | la Leysse              | lac du Bourget    | 45° 38′ 48″ N, 6° 01′ 14″ E | 45° 39′ 21″ N, 5° 52′ 02″ E | 1 (73)                                        | 13                 | 13                 | Barberaz, Barby, Bassens, Le Bourget-du-Lac, Chambéry, Curienne, Les Déserts, La Motte-Servolex, Puygros, La Ravoire, Saint-Alban-Leysse, Saint-Jean-d'Arvey, Thoiry. |
| Morel                      | 11,5                    | l'Isère                | le Rhône          | 45° 26′ 08″ N, 6° 26′ 12″ E | 45° 30′ 44″ N, 6° 29′ 28″ E | 1 (73)                                        | 4                  | 4                  | Aigueblanche, Les Avanchers-Valmorel, La Léchère, Saint-Oyen. |
| Nant Brun                  | 10,9                    | Le Doron de Belleville | le Rhône          | 45° 21′ 03″ N, 6° 25′ 28″ E | 45° 25′ 20″ N, 6° 29′ 24″ E | 1 (73)                                        | 1                  | 1                  | Saint-Jean-de-Belleville. |
| Néphaz                     | 10,9                    | le Chéran              | le Rhône          | 45° 48′ 12″ N, 5° 52′ 59″ E | 45° 52′ 11″ N, 5° 56′ 30″ E | 2 (73, 74)                                    | 4                  | 1                  | Entrelacs. |
| Neuvache                   | 15,7                    | l'Arc                  | le Rhône          | 45° 06′ 41″ N, 6° 32′ 52″ E | 45° 12′ 59″ N, 6° 28′ 17″ E | 1 (73)                                        | 3                  | 3                  | Saint-Martin-d'Arc, Saint-Michel-de-Maurienne, Valmeinier. |
| Neuvachette                | 11,4                    | la Valloirette         | le Rhône          | 45° 06′ 27″ N, 6° 30′ 24″ E | 45° 10′ 12″ N, 6° 25′ 51″ E | 1 (73)                                        | 1                  | 1                  | Valloire. |
| Nom                        | 17,8                    | le Fier                | le Rhône          | 45° 52′ 58″ N, 6° 28′ 08″ E | 45° 53′ 01″ N, 6° 19′ 13″ E | 2 (73, 74)                                    | 5                  | 1                  | La Giettaz. |
| Ormente                    | 11,3                    | l'Isère                | le Rhône          | 45° 37′ 53″ N, 6° 39′ 25″ E | 45° 33′ 16″ N, 6° 39′ 17″ E | 1 (73)                                        | 2                  | 2                  | Aime-la-Plagne, La Plagne Tarentaise. |
| Ponturin                   | 19,1                    | l'Isère                | le Rhône          | 45° 28′ 25″ N, 6° 48′ 58″ E | 45° 34′ 37″ N, 6° 44′ 14″ E | 1 (73)                                        | 3                  | 3                  | Champagny-en-Vanoise, Landry, Peisey-Nancroix. |
| Ravin Saint-Julien         | 10,4                    | l'Arc                  | le Rhône          | 45° 19′ 15″ N, 6° 25′ 53″ E | 45° 14′ 57″ N, 6° 23′ 52″ E | 1 (73)                                        | 1                  | 1                  | Saint-Julien-Mont-Denis. |
| Rhône                      | 544,9                   | Mer Méditerranée       | le Rhône          | 46° 12′ 22″ N, 6° 08′ 55″ E | 43° 19′ 49″ N, 4° 50′ 44″ E | 11 (1, 7, 13, 26, 30, 38, 42, 69, 73, 74, 84) | 204                | 10                 | La Balme, Champagneux, Chanaz, Lucey, Motz, Ruffieux, Saint-Genix-sur-Guiers, Serrières-en-Chautagne, Vions, . |
| Rosière                    | 11,4                    | Le Doron de Belleville | le Rhône          | 45° 21′ 15″ N, 6° 39′ 22″ E | 45° 26′ 24″ N, 6° 38′ 45″ E | 1 (73)                                        | 2                  | 2                  | Bozel, Courchevel. |
| Ruisseau d'Aillon          | 12,9                    | le Chéran              | le Rhône          | 45° 35′ 48″ N, 6° 03′ 44″ E | 45° 41′ 25″ N, 6° 07′ 10″ E | 1 (73)                                        | 3                  | 3                  | Aillon-le-Jeune, Aillon-le-Vieux, Le Châtelard. |
| Ruisseau d'Ambin           | 17                      | l'Arc                  | le Rhône          | 45° 08′ 23″ N, 6° 52′ 38″ E | 45° 13′ 43″ N, 6° 46′ 12″ E | 1 (73)                                        | 1                  | 1                  | Val-Cenis. |
| Ruisseau de Saint-Benoît   | 11                      | l'Arc                  | le Rhône          | 45° 17′ 27″ N, 6° 42′ 37″ E | 45° 12′ 48″ N, 6° 43′ 21″ E | 1 (73)                                        | 2                  | 2                  | Aussois, Avrieux. |
| Ruisseau de Saint-François | 10,4                    | le Chéran              | le Rhône          | 45° 39′ 10″ N, 6° 01′ 14″ E | 45° 42′ 59″ N, 6° 06′ 16″ E | 1 (73)                                        | 4                  | 4                  | Arith, Lescheraines, Le Noyer, Saint-François-de-Sales. |
| Ruisseau de Ternèze        | 11,9                    | la Leysse              | le Rhône          | 45° 33′ 55″ N, 6° 04′ 55″ E | 45° 34′ 50″ N, 6° 00′ 15″ E | 1 (73)                                        | 4                  | 4                  | Curienne, Puygros, Saint-Jean-d'Arvey, La Thuile. |
| Ruisseau du Charmaix       | 11,6                    | l'Arc                  | le Rhône          | 45° 07′ 49″ N, 6° 34′ 57″ E | 45° 11′ 33″ N, 6° 39′ 10″ E | 1 (73)                                        | 2                  | 2                  | Fourneaux, Modane. |
| Ruisseau du Charvetan      | 13,6                    | l'Isère                | le Rhône          | 45° 37′ 09″ N, 6° 33′ 46″ E | 45° 32′ 15″ N, 6° 28′ 04″ E | 1 (73)                                        | 3                  | 3                  | Aime-la-Plagne, Feissons-sur-Isère, La Léchère. |
| Ruisseau du Dorinet        | 12,7                    | le Doron               | le Rhône          | 45° 46′ 06″ N, 6° 40′ 20″ E | 45° 43′ 12″ N, 6° 33′ 38″ E | 1 (73)                                        | 2                  | 2                  | Beaufort, Hauteluce. |
| Ruisseau Gargot            | 14                      |                        | le Rhône          | 45° 36′ 16″ N, 6° 09′ 36″ E | 45° 30′ 22″ N, 6° 04′ 47″ E | 1 (73)                                        | 5                  | 5                  | Arbin, Cruet, Planaise, Saint-Jean-de-la-Porte, Saint-Pierre-d'Albigny. |
| Sierroz                    | 19                      |                        | le Rhône          | 45° 41′ 02″ N, 6° 00′ 15″ E | 45° 42′ 05″ N, 5° 53′ 03″ E | 1 (73)                                        | 5                  | 5                  | Aix-les-Bains, Entrelacs, Grésy-sur-Aix, Montcel, Saint-Offenge. |
| Tier                       | 13,1                    | le Guiers              | le Rhône          | 45° 33′ 25″ N, 5° 44′ 52″ E | 45° 33′ 33″ N, 5° 40′ 28″ E | 2 (38, 73)                                    | 8                  | 7                  | Belmont-Tramonet, La Bridoire, Domessin, Dullin, Lépin-le-Lac, Saint-Alban-de-Montbel, Verel-de-Montbel. |
| Tillet                     | 12,8                    |                        | le Rhône          | 45° 35′ 58″ N, 5° 55′ 54″ E | 45° 42′ 06″ N, 5° 52′ 24″ E | 1 (73)                                        | 6                  | 6                  | Aix-les-Bains, Chambéry, Drumettaz-Clarafond, Méry, Sonnaz, Viviers-du-Lac. |
| Torrent d'Avérole          | 10,4                    | l'Arc                  | le Rhône          | 45° 18′ 25″ N, 7° 06′ 35″ E | 45° 19′ 48″ N, 7° 00′ 32″ E | 1 (73)                                        | 1                  | 1                  | Bessans. |
| Torrent de la Leisse       | 11,4                    | Doron de Termignon     | le Rhône          | 45° 25′ 11″ N, 6° 54′ 37″ E | 45° 21′ 37″ N, 6° 50′ 09″ E | 1 (73)                                        | 1                  | 1                  | Val-Cenis. |
| Torrent de Saint-Claude    | 10,7                    | l'Isère                | le Rhône          | 45° 38′ 57″ N, 6° 56′ 58″ E | 45° 35′ 50″ N, 6° 52′ 15″ E | 1 (73)                                        | 2                  | 2                  | Sainte-Foy-Tarentaise, Villaroger. |
| Torrent d'Eau Rousse       | 15,1                    | l'Isère                | le Rhône          | 45° 26′ 56″ N, 6° 21′ 49″ E | 45° 31′ 58″ N, 6° 28′ 27″ E | 1 (73)                                        | 2                  | 2                  | Bonneval, La Léchère. |
| Torrent des Encombres      | 14,3                    | le Doron de Belleville | le Rhône          | 45° 17′ 28″ N, 6° 29′ 57″ E | 45° 23′ 14″ N, 6° 29′ 34″ E | 1 (73)                                        | 1                  | 1                  | Les Belleville. |
| Torrent des Glaciers       | 15,9                    | le Versoyen            | le Rhône          | 45° 45′ 26″ N, 6° 46′ 11″ E | 45° 39′ 08″ N, 6° 47′ 12″ E | 1 (73)                                        | 1                  | 1                  | Bourg-Saint-Maurice. |
| Torrent du Reclus          | 11,6                    | l'Isère                | le Rhône          | 45° 40′ 48″ N, 6° 51′ 37″ E | 45° 37′ 06″ N, 6° 47′ 15″ E | 1 (73)                                        | 1                  | 1                  | Séez. |
| Torrent du Ribon           | 13,4                    | l'Arc                  | le Rhône          | 45° 14′ 43″ N, 7° 04′ 08″ E | 45° 18′ 58″ N, 6° 58′ 46″ E | 1 (73)                                        | 1                  | 1                  | Bessans. |
| Valloirette                | 22,8                    | l'Arc                  | le Rhône          | 45° 03′ 22″ N, 6° 28′ 03″ E | 45° 13′ 29″ N, 6° 27′ 00″ E | 1 (73)                                        | 3                  | 3                  | Montricher-Albanne, Saint-Martin-de-la-Porte, Valloire. |
| Versoyen                   | 14                      | l'Isère                | le Rhône          | 45° 43′ 12″ N, 6° 47′ 54″ E | 45° 36′ 54″ N, 6° 46′ 40″ E | 1 (73)                                        | 2                  | 2                  | Bourg-Saint-Maurice, Séez. |

## Canaux
Un canal est un ouvrage artificiel permettant la dérivation d’un cours d'eau afin de répondre à divers usages (irrigation, hydroélectricité, pisciculture, 
navigation, ouvrage  de  décharges  de  crue...). Seuls les travaux d’entretien des canaux sont soumis à la loi sur l'eau. Aucun canal de longueur supérieure à 10 km n'est recensé en Savoie.